# Datolith
Datolith ist ein eher selten vorkommendes Mineral aus der Mineralklasse der „Silikate und Germanate“ mit der chemischen Zusammensetzung CaB[OH|SiO4] und damit chemisch gesehen ein Calcium-Bor-Silikat, genauer ein Calciumboratosilikat mit Hydroxidionen als zusätzlichen Anionen.
Datolith kristallisiert im monoklinen Kristallsystem und entwickelt kurzsäulige oder dicktafelige Kristalle von bis zu 12 Zentimetern Länge, findet sich aber oft auch in Form traubiger bis kugeliger, körniger oder massiger Mineral-Aggregate. Unverletzte bzw. unverwitterte Kristallflächen weisen einen glasähnlichen Glanz auf, Bruchflächen schimmern dagegen eher schwach harzähnlich. In reiner Form ist Datolith farblos und durchsichtig. Durch vielfache Lichtbrechung aufgrund von Gitterbaufehlern oder polykristalliner Ausbildung kann er aber auch durchscheinend weiß sein und durch Fremdbeimengungen eine graue, gelbe, grüne oder rosa bis rote Farbe annehmen.

## Etymologie und Geschichte
Der Name Datolith setzt sich zusammen aus dem griechischen Wort δατέομαι [detéomai] für „teilen oder verteilen“ und λίθος [lítʰos] für „Stein“ und nimmt Bezug auf bereitwillige Teilbarkeit der oft vorkommenden, bröckeligen Mineral-Aggregate.
Erstmals entdeckt und beschrieben wurde das Mineral 1805 von Jens Esmark (1763–1839) in der Grube „Nødebro“ bei Arendal in der norwegischen Fylke (Provinz) Aust-Agder.

## Klassifikation
In der veralteten 8. Auflage der Mineralsystematik nach Strunz gehörte der Datolith zur Mineralklasse der „Silikate“ und dort zur Abteilung „Neso-Subsilikate“, wo er gemeinsam mit Bakerit, Gadolinit und Homilit in der „Datolith-Gruppe“ mit der Systemnummer VIII/A’.12 steht.
In der zuletzt 2018 überarbeiteten Lapis-Systematik nach Stefan Weiß, die formal auf der alten Systematik von Karl Hugo Strunz in der 8. Auflage basiert, erhielt das Mineral die System- und Mineralnummer VIII/B.29-010. Dies entspricht der Klasse der „Silikate“ und dort der Abteilung „Inselsilikate mit tetraederfremden Anionen“, wo Datolith zusammen mit Bakerit, Calcybeborosilit-(Y), Gadolinit-(Ce), Gadolinit-(Nd), Gadolinit-(Y), Hingganit-(Ce), Hingganit-(Y), Hingganit-(Yb), Homilit und Minasgeraisit-(Y) die „Datolith-Gadolinit-Gruppe“ mit der Systemnummer VIII/B.29 bildet.
Die von der International Mineralogical Association (IMA) zuletzt 2009 aktualisierte 9. Auflage der Strunz’schen Mineralsystematik ordnet den Datolith in die Klasse der „Silikate und Germanate“ und dort in die Abteilung „Inselsilikate (Nesosilikate)“ ein. Hier ist das Mineral in der Unterabteilung „Inselsilikate mit BO3-Dreiecken und/oder B[4], Be[4]-Tetraedern, eckenteilend mit SiO4“ zu finden, wo es zusammen mit Calcybeborosilit-(Y), Gadolinit-(Ce), Gadolinit-(Nd), Gadolinit-(Y), Hingganit-(Ce), Hingganit-(Y), Hingganit-(Yb), Homilit, Melanocerit-(Ce) und Minasgeraisit-(Y) die „Datolithgruppe“ mit der Systemnummer 9.AJ.20 bildet.
In der vorwiegend im englischen Sprachraum gebräuchlichen Systematik der Minerale nach Dana hat Datolith die System- und Mineralnummer 54.02.01a.01. Das entspricht der Klasse der „Silikate“ und dort der Abteilung „Inselsilikate: Borosilikate und einige Beryllosilikate mit (BO3)“. Hier findet er sich innerhalb der Unterabteilung „Inselsilikate: Borosilikate und einige Beryllosilikate mit B in [4]-Koordination“ in der „Datolithgruppe (Datolith-Reihe)“, in der auch Hingganit-(Ce), Hingganit-(Y), Hingganit-(Yb) und Calcybeborosilit-(Y) eingeordnet sind.

## Kristallstruktur
Datolith kristallisiert monoklin in der Raumgruppe P21/c (Raumgruppen-Nr. 14) mit den Gitterparametern a = 4,836 Å, b = 7,61 Å, c = 9,64 Å und β = 90,4° sowie 4 Formeleinheiten pro Elementarzelle.

## Eigenschaften
Vor dem Lötrohr schmilzt Datolith unter Aufschäumen zu einer klaren Perle und färbt die Flamme grün. In Salzsäure nimmt er eine gelatineartige Konsistenz an.
Unter kurzwelligem UV-Licht zeigen manche Datolithe eine blaue Fluoreszenz.

## Modifikationen und Varietäten
Botryolith (auch Faserdatolith) ist eine traubenförmige Varietät von Datolith.
Als Haytorit wird eine Pseudomorphose von Chalcedon nach Datolith bezeichnet.

## Bildung und Fundorte

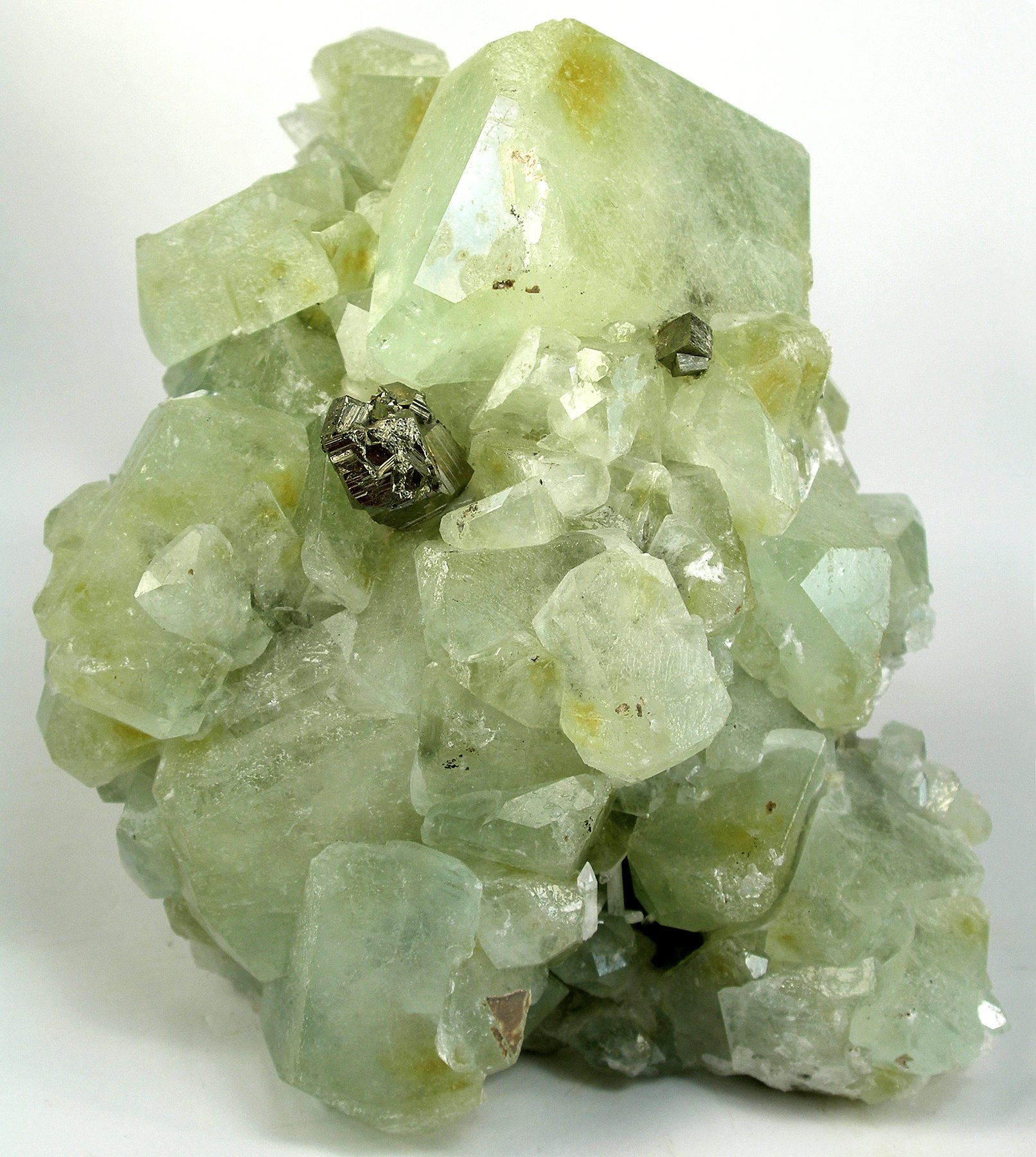
Gelblichgrüner Datolith mit Pyrit aus Charcas, San Luis Potosí, Mexiko (Größe: 13,9 × 10,1 × 7,2 cm)

Datolith bildet sich entweder in metamorphen Gesteinen oder durch hydrothermale Vorgänge, findet sich aber auch in vulkanischem Gestein, auf Erzgängen, in Pegmatiten oder auf Amethyst im Innern von Chalcedonkugeln. Als Begleitminerale treten unter anderem Axinit, Calcit, Danburit, Granate, Prehnit, Zeolithe auf.
Als eher selten vorkommende Mineralbildung kann Datolith an verschiedenen Fundorten zum Teil zwar reichlich vorhanden sein, insgesamt ist er aber wenig verbreitet. Bekannt sind bisher (Stand: 2012) rund 460 Fundorte. Gefunden wurde das Mineral unter anderem an folgenden Fundstätten: Tasmanien (Colebrook Hill) bei Australien; Hubei, Yunnan und Zhejiang in China; in vielen Regionen von Deutschland (unter anderem Sankt Andreasberg und Niederkirchen (Westpfalz)); Elsass und Lothringen in Frankreich; England und Schottland in Großbritannien; Italien; Hokkaidō, Kyūshū und Shikoku Japan; Kasachstan; Ontario (Hastings County) und Québec (Argenteuil County) in Kanada; Meknès-Tafilalet und Souss-Massa-Daraâ in Marokko; Guanajuato und San Luis Potosí in Mexiko; Namibia (Omaruru); Neuseeland (North Island); Nordkorea; unter anderem auf Magneterzlagern im Gneis bei Arendal in Norwegen; Salzburg (Hohe Tauern), Steiermark (Eibegggraben) und Tirol (Tauerntal, Theiß) in Österreich; Polen; einige Regionen in Russland; Schweden; Schweiz (Grischun und Wallis); Slowakei; Spanien; Südafrika; Tadschikistan; Ukraine; Ungarn; viele Regionen in den USA (unter anderem Connecticut und Bergen Hill); sowie in Böhmen und Mähren in Tschechien.